# Nicholas Crafts
 (novembre 2016).
Si vous disposez d'ouvrages ou d'articles de référence ou si vous connaissez des sites web de qualité traitant du thème abordé ici, merci de compléter l'article en donnant les références utiles à sa vérifiabilité et en les liant à la section « Notes et références ».
Nicholas Francis Robert Crafts, CBE, (né le 9 mars 1949 à Nottingham, Angleterre et mort le 6 octobre 2023) est professeur d'économie et d'histoire économique à l'université de Warwick, un poste qu'il occupe depuis 2005. Auparavant, il était professeur d'histoire économique à la London School of Economics and Political science (LSE) Entre 1995-2005. Il enseigne aussi pour le programme MBA TRIUM Executive mondial, une alliance de NYU Stern, LSE et HEC l'École de gestion. Ses principaux domaines d'intérêt sont l'économie britannique au cours des 200 dernières années, la croissance économique européenne, les données historiques sur l'économie britannique, la révolution industrielle et la distribution des revenus internationaux, en particulier en référence à l'indice de développement humain. corps, il a produit a des entreprises importantes de papiers pour des revues universitaires, le gouvernement britannique et les institutions internationales telles que le Fonds monétaire international FMI.
Au cours des années 1980, l'artisanat a fait valoir que pendant la révolution industrielle anormalement élevé (par rapport aux pays qui industrialisés plus tard) de la proportion de l'économie britannique est venu à être consacré à l'industrie et le commerce international, et que l'économie britannique a toujours eu tendance à croître lentement. Lorsque la Grande-Bretagne a été dépassée par l'Allemagne et les États-Unis - les deux plus grands pays - à la fin du XIXe siècle, ce ne fut pas en raison d'une décélération de la performance britannique.

## Jeunesse
Il fut étudiant au Trinity College, Cambridge et a obtenu son diplôme en 1974. 

## Résumé de carrière
De 1971 à 1972 , il a été chargé de cours d'histoire économique à l' université d'Exeter. De 1974 à 1976, il est professeur adjoint à l' université de Californie, Berkeley, de 1977 à 1986, il fut boursier. De 1987 à 1988, il est professeur d'histoire économique à l'université de Leeds et de 1988 à 1995 il est professeur d'histoire économique à l' université de Warwick . De 1995 à 2005 , il est professeur d'histoire économique, à la London School of Economics. En 2005 , il rejoint l' université de Warwick , où il enseigne l'histoire économique.
Il est nommé Commandeur de l'ordre de l'Empire britannique (CBE) en 2014 pour les services rendus à l'économie.